# Kolumbia Forradalmi Fegyveres Erői

A FARC zászlaja

A Kolumbia Forradalmi Fegyveres Erői, teljes nevén a Fuerzas Armadas Revolucionarias de Colombia – Ejército del Pueblo ("Kolumbia Forradalmi Fegyveres Erői – Néphadsereg", vagy FARC-EP) Kolumbia legrégebbi, legnagyobb, leghatékonyabb és legjobban felszerelt katonai gerillaszervezete, amely 1964-1966 között jött létre, a Kolumbiai Kommunista Párt katonai szárnyaként. Becslések szerint a FARC 12-18 ezer tagot számlál, és Kolumbia területének 35-40%-a felett gyakorol ellenőrzést, leginkább a délkeleti őserdőkben és az Andok lábánál fekvő síkságokon.
A FARC-ot az USA és szövetségesei terrorszervezetként kezeli.

## Áttekintés
A FARC-EP-t egy titkárság vezette, élén a haláláig Manuel Marulanda Vélez-szel (ismert még Pedro Antonio Marín és "Tirofijo" néven is) (1930–2008), és hét másik személlyel, köztük a vezető hadparancsnokkal, Jorge Briceñóval (más néven "Mono Jojoy"). A szervezet katonai vonalakat követve épül fel, és számos városi fronttal rendelkezik. Az "-EP" (Ejército del Pueblo) végződést 1982-ben, a Hetedik Gerilla Konferencián kapta. Ez a tanácskozás azon döntésére utal, mely szerint a gerilla típusú hadviselésről fokozatosan szeretnének áttérni a hagyományos hadseregmodellre.
A FARC-EP önmagát egy Simón Bolívar nyomdokain haladó, politikai-katonai marxista–leninista szervezetként jellemzi. 
Állítása szerint a vidéki szegényeket képviseli Kolumbia tehetősebb rétegeivel szemben, és ellenzi az Amerikai Egyesült Államok Kolumbiára gyakorolt hatását, a természetes források privatizációját, a multinacionális vállalatokat, és a jobboldali félkatonai erőszakot. A FARC-EP szerint jelenleg ezek a problémák motiválják őket a kolumbiai kormány fegyveres úton való megszerzésére. Anyagi forrásaikat számos tevékenységgel biztosítják: többek közt emberrablásokkal, zsarolással, legális vállalkozások támogatásaival, illetve a kokainkereskedelemben való közvetlen és közvetett részvétellel.

## Tevékenységek
A Gerillák főleg a kolumbiai hadsereggel harcolnak. A harcok finanszírozását a drogból fedezik pl: kokain, marihuána.